# Tanto (álbum)
Tanto é o segundo álbum de estúdio do cantor e compositor espanhol Pablo Alborán, lançado em 6 de novembro de 2012 pela EMI Music e Parlophone.

## Antecedentes
Em 18 de outubro de 2013, em entrevista à People en Español, Alborán descreveu o disco: É um álbum que contém muitos momentos em turnê, entrevistas, viagens... É um disco muito dinâmico e animado justamente por isso. Cada música me leva para um país diferente e um momento diferente. E simultaneamente Tanto conta histórias que alguém já viveu.

## Singles
"Tanto" foi lançada como primeiro single do disco em 7 de setembro de 2012. Situou-se na segunda colocação da parada padrão espanhola e no número quatro da portuguesa publicada pela Associação Fonográfica Portuguesa (AFP). Os segundo e terceiro singles, "El beso" e "Quién", foram lançados em fevereiro e maio de 2014, respectivamente. "El beso" se tornou a terceira canção do artista a alcançar o cume na Espanha e "Quién" a quinta, já que "Vuelvo a verte" de Malú com participação do cantor alcançou o topo antes. "Quién" foi certificada de disco de ouro pela Productores de Música de España (PROMUSICAE) por vendas superiores a 20 mil cópias. "Éxtasis" e "Dónde está el amor" com participação de Jesse & Joy também foram lançadas para divulgação do álbum, contudo tiveram um desempenho moderado.

## Lista de faixas
| Edição padrão |                      |         |  |
| N.º           | Título               | Duração |  |
| 1.            | "El Beso"            | 4:19    |  |
| 2.            | "Dónde Está el Amor" | 3:43    |  |
| 3.            | "Yo No Lo Sabía"     | 3:57    |  |
| 4.            | "Deshidratándome"    | 4:04    |  |
| 5.            | "Toda la Noche"      | 3:02    |  |
| 6.            | "Seré"               | 4:11    |  |
| 7.            | "Tanto"              | 4:16    |  |
| 8.            | "Quién"              | 4:06    |  |
| 9.            | "En Brazos de Ella"  | 3:54    |  |
| 10.           | "Éxtasis"            | 3:56    |  |
| 11.           | "Me Iré"             | 4:07    |  |

| Edição especial |                               |         |  |
| N.º             | Título                        | Duração |  |
| 12.             | "Quién (Versión Ambiental)"   | 3:46    |  |
| 13.             | "Éxtasis (Versión Ambiental)" | 3:57    |  |
| 14.             | "Tanto (Acústico)"            | 4:19    |  |
| 15.             | "La Vie en Rose"              | 3:51    |  |

| Edição premium |                                        |         |  |
| N.º            | Título                                 | Duração |  |
| 12.            | "El Beso (Acústico)"                   | 4:11    |  |
| 13.            | "Quién (Acústico)"                     | 3:19    |  |
| 14.            | "Dónde Está el Amor (com Jesse & Joy)" | 3:31    |  |
| 15.            | "Éxtasis (Radio Edit)"                 | 3:20    |  |
| 16.            | "Quién (Versión Ambiental)"            | 3:45    |  |
| 17.            | "Tanto (Acústico)"                     | 4:18    |  |
| 18.            | "Éxtasis (Versión Ambiental)"          | 3:57    |  |
| 19.            | "La vie en rose"                       | 3:51    |  |
| 20.            | "Tanto"                                | 4:23    |  |
| 21.            | "Tanto (Making of Video Clip)"         | 2:21    |  |
| 22.            | "Tanto (Making of Sesión)"             | 1:56    |  |
| 23.            | "Construyendo Tanto"                   | 7:07    |  |
| 24.            | "Gira 2013 (Documental)"               | 31:28   |  |

## Desempenho nas tabelas musicais
| Tabela musical (2014)              | Melhor posição |
| ---------------------------------- | -------------- |
| Portugal (Portuguese Albums Chart) | 1              |
| México (Mexican Albums Chart)      | 36             |
| Espanha (Spanish Albums Chart)     | 1              |

| País     | Provedor   | Certificação |
| -------- | ---------- | ------------ |
| Espanha  | PROMUSICAE | 9× Platina   |
| Portugal | AFP        | Platina      |

### Paradas anuais
| Tabela musical (2012)          | Posição |
| ------------------------------ | ------- |
| Espanha (Spanish Albums Chart) | 1       |
| Tabela musical (2013)          | Posição |
| Espanha (Spanish Albums Chart) | 1       |

## Histórico de lançamento
| País     | Data                  | Formato                     | Editora discográfica |
| -------- | --------------------- | --------------------------- | -------------------- |
| Espanha  | 6 de novembro de 2012 | CD download digital CD+ DVD | Parlophone           |
| Portugal | 6 de novembro de 2012 | CD download digital CD+ DVD | EMI Music            |